# Polypodium vulgare
Polypodium vulgare L. (felce dolce, polipodio volgare o falsa liquirizia) è una piccola felce della famiglia delle Polypodiaceae. 
Polypodium vulgare è una specie allotetraploide, che si ritiene sia nata dal raddoppio cromosomico di un ibrido diploide sterile tra due felci che non sono presenti in Europa: Polypodium sibiricum dell'Asia settentrionale e del Nord America settentrionale e  Polypodium glycyrrhiza del Nord America occidentale.

## Etimologia
Il nome del genere deriva dal greco polys (molti), e podòs (piede), perché ogni foglia sembra indipendentemente ancorata al suolo. 
Il nome comune (falsa liquirizia) deriva dal sapore dolciastro del rizoma, simile a quello della liquirizia, usato in fitoterapia come espettorante naturale.

## Descrizione
Pianta perenne; rizoma strisciante, di sapore agrodolce (come sopra descritto) con foglie a contorno oblungo-lanceolato, lunghe 20–30 cm, pennate.
I sori, ovvero le strutture riproduttive, si trovano sul lato inferiore delle fronde sono rotondi e portati in due serie, parallele al nervo mediano di ciascun lobo. Hanno un colore variabile dal giallo brillante all'arancione e diventano grigio scuro a maturità. I sori producono le spore tra marzo e settembre.

## Habitat
Vive in rupi ombrose, boschi e luoghi umidi fino a 2050 m.

## Usi
Il rizoma ha un sapore agrodolce. Tradizionalmente è stato utilizzato in alcuni prodotti dolciari come il torrone per le sue proprietà aromatiche. Viene anche utilizzato come ricreativo, a stregua di caramella, per il suo sapore che ricorda la liquirizia.
Nel 1971, venne scoperta nei rizomi una saponina, l'osladina un dolcificante che suscita una dolcezza relativa 500 volte maggiore dello zucchero (in peso).
Il rizoma essiccato è usato in erboristeria come purgante e vermifugo; queste proprietà sono dovute ai fitoecdisteroidi nel rizoma.

## Distribuzione
Il polipodio comune si trova in tutta l'Europa occidentale e in Nord Africa.
In Italia è segnalato in tutte le regioni ad eccezione di Puglia e Sardegna.